# Molokánok
A molokánok vagy molokánusok (orosz: Молокaне) az orosz szellemi keresztények egyik irányzata, bibliakövető vallásos felekezet volt, amely a zsidó vallás szabályaiból sokat követ, de nem zsidókból állt. 

## Jellemzőik
Mivel keresztény vallásból szakadtak ki, és vasárnap helyett szombatot tartottak, a szombatosok közé sorolták őket.
Eredetileg orosz jobbágyok között terjedt el, akik az 1550-es években elszakadtak az orosz ortodox egyháztól.
A molokánok tagadták a cár Istentől származó jogát az uralkodásra és elutasították a szentképeket (ikonokat), az ortodox böjtöket, a katonai szolgálatot, a tisztátalan ételek evését és például a vízzel való keresztséget. Elutasították a katolikusok, protestánsok és ortodox keresztények hitét a Szentháromságban, a szentek ünnepnapjait, a vallásos képek tiszteletét, a zsinatok és ökumenikus tanácsok döntéseit.